# BMW /6-serie
De BMW /6-serie is een serie motorfietsen van het merk BMW. Deze serie werd geproduceerd van 1973 tot 1976.

## Voorgeschiedenis
In 1969 had BMW rigoureuze maatregelen genomen om te kunnen concurreren met de opkomende Italiaanse en vooral Japanse merken. De /5-serie verving de "Vollschwingen BMW's" met hun ouderwetse uiterlijk, plunjervering en schommelvoorvorken. De nieuwe machines R 50/5, R 60/5 en R 75/5 hadden geheel vernieuwde frames, die veel weg hadden van het Norton Featherbed frame en telescoopvorken. Ook motorisch waren er flinke vernieuwingen doorgevoerd. De krukas draaide voortaan in glijlagers, evenals de drijfstangen. Een heel belangrijke wijziging was de verplaatsing van de nokkenas. Doordat die nu onder de krukas lag, konden de stoterstangen naar de onderkant van de cilinders verhuizen. Die cilinders kwamen daardoor hoger te zitten, waardoor er meer grondspeling ontstond en de hellingshoek in bochten groter werd. Bovendien kwam het zwaartepunt van de motor lager te liggen. De 6 volt elektrische installatie was vervangen door 12 V. Alle modellen hadden een startmotor, hoewel ook nog een kickstarter was gemonteerd. Ook uiterlijk zag het motorblok er moderner uit. Met name de luchtfilterkast die helemaal geïntegreerd was in het motorblok, in tegenstelling tot de eerder toegepaste losse luchtfilterhuizen op de versnellingsbak. Dankzij de verbeterde stuureigenschappen kon met name het topmodel R 75/5 meekomen met sterkere concurrenten zoals bijvoorbeeld de Honda CB 750 Four. Die leverde weliswaar 67 pk (de R 75/5 “slechts” 50), maar was ook 40 kg zwaarder dan de R 75/5. Ontwerptechnisch was de serie een sprong vooruit. De motorfietsen waren dan ook helemaal nieuw ontwikkeld. Er was volop gebruikgemaakt van chroom en kleur. De uitlaten waren licht omhooggebogen en droegen zo bij aan het moderne uiterlijk. De zweefzadels waren voorgoed afgezworen. Bovendien waren de machines zo mogelijk nog degelijker en betrouwbaarder dan hun voorgangers. Er werden voor duplextrommelremmen en achter simplexremmen toegepast. Heel modern waren de H-4 halogeenlampen. Alle krukassen maakten slagen van 70,6 mm, waardoor verschillen in cilinderinhoud alleen door wisselende boringen verkregen werden. Hier zou BMW bij de luchtgekoelde boxers aan vasthouden tot in 1996, toen de R 100 Classic uit productie ging. De /5-serie kwam waarschijnlijk net op tijd op de markt. De Vollschwingen BMW's hadden het merk door de moeilijke tijden in de jaren vijftig gesleept, maar waren absoluut niet meer geschikt om de opkomende markt in de jaren zeventig te bedienen. Vlak ná de introductie van de /5-serie vonden er enorme ontwikkelingen in de motorwereld plaats, in gang gezet door het verschijnen van de Honda CB 750 Four. Deze moderne viercilinder met schijfremmen en een vermogen van 67 pk deed de motorwereld op haar grondvesten schudden. De net op tijd gelanceerde R 75/5 kon, mede dankzij zijn lage gewicht en goede frame redelijk meekomen, en BMW had nog altijd haar spreekwoordelijke betrouwbaarheid en degelijkheid die veel klanten aantrokken. Dat was zelfs nog versterkt door de /5-serie. Maar de ontwikkelingen gingen duidelijk in de richting van meer vermogen. Daarom hadden ook veel concurrenten zich gericht op zwaardere, snelle motorfietsen. Europese concurrenten waren o.a. de Norton Commando 750, de Moto Guzzi V 7 Sport en de Ducati 750 GT en 750 Sport. Maar de dreiging uit Japan was nog veel groter, nu ook Kawasaki met de Z 1 900-viercilinder de strijd met Honda was aangegaan. De 500cc-categorie, enkele jaren eerder nog bedoeld voor "ervaren" rijders, werd nu langzamerhand de categorie voor jeugdige motorrijders. Daar lag het marktaandeel voor BMW niet, zeker niet nu ook de Honda CB 500 Four op de markt was gekomen. Kawasaki (H1 500) en Suzuki (T 500) brachten in deze categorie zeer snelle tweetakten uit.

## /6-serie
De /6-serie werd in 1973 op de markt gebracht. De R 50/5, te duur en te traag om de jeugd aan te spreken, kreeg geen opvolger. De R 60/5 en R 75/5 kregen die wel, maar het gamma werd naar boven uitgebreid met twee 900cc-modellen: de toermotor R 90/6 en de sportmotor R 90 S. De technische veranderingen bestonden uit een vijfversnellingsbak en schijfremmen in het voorwiel van de 750- en 900cc-modellen. De schijfremmen werden uiteraard hydraulisch bediend, maar de hoofdremcilinder zat onder de tank en werd met bowdenkabels vanaf het stuur geactiveerd. BMW hield vast aan de krukassen met 70,6mm slag, maar de krukassen werden wel veranderd: door de toepassing van zwaardere metalen in de krukaswangen konden deze een kleinere diameter krijgen waardoor de de- en montage eenvoudiger werd. Dat was met name voor de 900cc-versies van belang. Proeven met carters van de /5-serie hadden uitgewezen dat deze de krachten op de cilinders niet konden weerstaan. Omdat de grote uitsparingen in de carters, nodig voor de uitbouw van de krukas, nu konden vervallen, waren deze sterk genoeg geworden. De vierversnellingsbak van de /5 serie werd vervangen door een vijfversnellingsbak.

### R 60/6
De R 60/6 was ten opzichte van de R 60/5 niet veel gewijzigd. Ook het motorvermogen was gelijk gebleven. De machine werd met trommelremmen geleverd, maar schijfremmen waren wel leverbaar. Slechts weinig kopers lieten de trommelremmen zitten, waardoor de meeste machines zijn uitgerust met één of zelfs twee schijfremmen. De ombouw hield ook in dat de onderpoten van de telescoopvork moesten worden vervangen, omdat de originele modellen geen bevestigingspunten voor de remklauwen hadden. Ook het verdere remsysteem moest vervangen worden, want de schijfrem werd hydraulisch bediend. Als achterrem was alleen een trommelrem leverbaar. De R 60/6 werd in 1976, met de presentatie van de BMW /7-serie, opgevolgd door de R 60/7.

### R 75/6
Ook de wijzigingen aan de R 75/6 waren minimaal, maar deze machine werd wel afgeleverd met een schijfrem in het voorwiel. Ten opzichte van de R 75/5 was het vermogen gelijk gebleven. Het frame werd verlengd waardoor er een grotere capaciteit accu (28Ah) gemonteerd kon worden. De prestatie van het elektrische starten was verbeterd. De grote koplamp met ingebouwde snelheidsmeter/toerenteller combinatie werd vervangen door een minder diepe koplamp en aparte unit met snelheidsmeter en toerenteller. De R 75/6 werd in 1976, met de presentatie van de /7-serie, opgevolgd door de R 75/7.

### R 90/6
De R 90/6 was feitelijk een R 75/6 met een grotere boring (90mm in plaats van 82mm). Dit was, net als de R 60/6 en de R 75/6, een toermotor. De machine leverde 60 pk en haalde een topsnelheid van 188 km/uur. Net als bij de R 75/6 zat er één schijfrem in het voorwiel, maar de carburateurs waren Bing constant vacuüm exemplaren. De R 90/6 werd in 1976, met de presentatie van de /7-serie, opgevolgd door de R 100/7.

### R 90 S
De R 90 S was het absolute topmodel van deze serie. De machine reed bijna 200 km/uur en kon daarmee de meeste sportieve concurrenten aardig weerstand bieden. Maar vooral het nieuwe, moderne uiterlijk was in 1973 spectaculair. De machine was uitgevoerd met een stuurkuip, waarin een deel van het dashboard was verwerkt. Naast een voltmeter zat hierin ook een klokje, indertijd een zeer vooruitstrevend item. Nog veel moderner was het controlelampje voor controle van het  remvloeistofniveau. Dit werd geactiveerd door een vlotter in het remvloeistofreservoir. Handig omdat het reservoir onder de tank is geplaatst en het niveau niet makkelijk te controleren is. Ook de kleuren baarden veel opzien. Zowel in "Daytona Orange" als "Silver Smoke" was de machine voorzien van zeer duur en moeilijk spuitwerk, omdat beide kleuren naadloos overliepen naar zilvergrijs. Dit is een van de redenen dat de R 90 S tegenwoordig een verzamelobject is geworden. In tegenstelling tot de R 90/6 had dit model géén Bing CV carburateurs, maar 38mm Dell'Orto carburateurs. Er waren twee schijfremmen in het voorwiel gemonteerd. In de laatste periode waren de RVS schijven geperforeerd. De R 90 S werd in 1976, met de presentatie van de /7-serie, opgevolgd door de R 100 S.

## Technische gegevens
|                    | BMW R 60/6                             | R 75/6                                 | R 90/6                                 | R 90 S                                 |
| ------------------ | -------------------------------------- | -------------------------------------- | -------------------------------------- | -------------------------------------- |
| Periode            | 1973-1976                              | 1973-1976                              | 1973-1976                              | 1973-1976                              |
| Categorie          | toermotor                              | toermotor                              | toermotor                              | sportmotor                             |
| Motortype          | kopklepmotor                           | kopklepmotor                           | kopklepmotor                           | kopklepmotor                           |
| Bouwwijze          | langsgeplaatste tweecilinderboxermotor | langsgeplaatste tweecilinderboxermotor | langsgeplaatste tweecilinderboxermotor | langsgeplaatste tweecilinderboxermotor |
| boring             | 73,5 mm                                | 82 mm                                  | 90 mm                                  | 90 mm                                  |
| slag               | 70,6 mm                                | 70,6 mm                                | 70,6 mm                                | 70,6 mm                                |
| Cilinderinhoud     | 599 cc                                 | 749 cc                                 | 898 cc                                 | 898 cc                                 |
| Max. Vermogen      | 30 kW/40 pk                            | 37 kW/50 pk                            | 44 kW/60 pk                            | 49 kW/67 pk                            |
| Topsnelheid        | 167 km/h                               | 177 km/h                               | 188 km/h                               | 195 km/h                               |
| Aandrijving        | cardanas                               | cardanas                               | cardanas                               | cardanas                               |
| Rijwielgedeelte    | dubbel wiegframe, buisframe            | dubbel wiegframe, buisframe            | dubbel wiegframe, buisframe            | dubbel wiegframe, buisframe            |
| Leeg gewicht       | ca. 210 kg                             | ca. 210 kg                             | ca. 210 kg                             | ca. 215 kg                             |
| Max. totaalgewicht | 398 kg                                 | 398 kg                                 | 398 kg                                 | 398 kg                                 |
| Tankinhoud         | 18 of 24 liter                         | 18 of 24 liter                         | 18 of 24 liter                         | 18 of 24 liter                         |
| Voorganger         | R 60/5                                 | R 75/5                                 | geen                                   | geen                                   |
| Opvolger           | R 60/7                                 | R 75/7                                 | R 100/7                                | R 100 S                                |